# Đỗ Văn Thuận
Đỗ Văn Thuận (sinh ngày 25 tháng 5 năm 1992)  là một cầu thủ bóng đá người Việt Nam thi đấu ở vị trí tiền vệ cho Câu lạc bộ Thanh niên Thành phố Hồ Chí Minh và đội tuyển quốc gia Việt Nam.

## Danh hiệu
Sài Gòn
- V.League 2: 2015

Thành phố Hồ Chí Minh
- Á quân V.League 1: 2019
- Á quân Siêu cúp bóng đá Việt Nam: 2019

Topenland Bình Định
- Hạng 3 V.League 1: 2022
- Á quân Cúp Quốc gia: 2022